# 三遊亭歌太郎
三遊亭 歌太郎（さんゆうてい うたたろう）は、落語家の名跡。
- 都川歌太郎 - 後∶三代目柳家小さん
- 柳家歌太郎 - 後∶三代目柳家つばめ
- 柳家歌太郎 - 後∶初代柳亭市馬
- 三遊亭歌太郎 - 本項にて記述
- 三遊亭歌太郎 - 後∶三代目三遊亭歌雀
- 四代目三遊亭歌太郎 - 現∶三遊亭志う歌

三遊亭 歌太郎（さんゆうてい うたたろう、1928年9月21日 - ?）は、落語家。本名∶吉岡 弘太郎。父親は声色の吉岡貫一。

二代目三遊亭円歌門下で、三遊亭歌扇から歌太郎になった。後に廃業している。
三代目圓歌の弟弟子にあたる